# 鍵 (1959年の映画)
『鍵』（かぎ）は、谷崎潤一郎の同名の小説（1956年発表）を原作として、1959年（昭和34年）に市川崑が監督し、大映東京撮影所が製作、大映が配給して6月23日に公開した日本の長篇劇映画である。併映短編は『桂離宮』、6月24日から一部の上映館で『二十四時間の情事』。当時の「映画倫理管理委員会」（新映倫、現在の映画倫理委員会）は同作を成人映画に指定し、18歳未満の鑑賞を制限した。公開時の惹句は、「愛欲描写の凄まじさに、映画化不可能を叫ばしめた谷崎文学の完全映画化！」である。1964年5月16日に成人映画として再上映されている。併映は『この道赤信号』。

## 略歴・概要
谷崎潤一郎が1956年（昭和31年）に中央公論社（現在の中央公論新社）から上梓した、小説『鍵』の最初の映画化である。本作のあと、4作のリメイク作品が制作されている。
第33回キネマ旬報日本映画ベストテンでは、本作に次いで市川が監督し、同年11月3日に公開された『野火』が第2位を受賞したとともに、本作は第9位を受賞した。第10回ブルーリボン賞では、市川が監督賞を受賞している。翌1960年（昭和35年）5月に開催された第13回カンヌ国際映画祭のコンペティションに出品され、審査員賞をミケランジェロ・アントニオーニ監督の『情事』と同時受賞を勝ち取った。第17回ゴールデングローブ賞では、外国語映画賞を受賞している。
2012年（平成24年）6月現在、東京国立近代美術館フィルムセンターが上映用プリントを所蔵しているほか、角川エンタテインメント（のちに吸収されて現在の角川書店）が2007年（平成19年）9月28日にDVDを発売しており、鑑賞可能な作品である。

## 製作・評価
大映が映画化を企画して程なく、その性表現を巡って原作が国会でやり玉に挙げられる等、社会的な騒動となった。原作者の谷崎潤一郎は、同じ作家で大映の重役でもある川口松太郎に映画化の断りを入れ、1年ほど製作は停滞する事になる。その後、映画化の際に監督を打診されていた市川崑の元に、谷崎と親交のあった映画評論家で映画解説者でもあった淀川長治から「谷崎さんが映画化をOKしてもいいっていう話があるんだけど、あなた、やりますか？」と電話連絡があった。市川は淀川と映画世界社の橘弘一郎の3人で、熱海にある谷崎の邸宅を訪れて映画化権を貰った。谷崎曰く「国会の騒ぎも静まったし、何百万もする仏像が欲しくて金がいるから、映画化を許すことにした」とのことだった。原作料は当時の金額で150万円で、市川の妻で脚本も担当した和田夏十が貯金をおろして用立てた。このため通常とは逆のパターンで、監督が権利を取って会社に与える流れで製作は始まった。
映画化に際し、市川は原作の持つ耽美主義を映画的に処理すると、不細工なダイジェストになると考え、一種のミステリーと解釈して、題名の「鍵」の意味合いも全く別物に変えてしまった。完成した脚本を読んだ谷崎は「これはちょっと違うんじゃないか」と意見したが、それ以上は特に揉めることもなく、制作作業は続けられた。市川は、人間の奥底に潜む「陰性」を追求するため、表情を能面のように変えないメーキャップを役者全員に施したり、主要人物以外は直接画面に映し出さない等の演出を行った。これは当時、市川がフランス映画に傾倒していた事も起因している。本作では『炎上』で初めてコンビを組んだカメラマンの宮川一夫との呼吸も合い始め、色彩設計や撮影終盤にまとめて行う小物撮影などを、滞りなく進めることができた。
公開された映画は国内で大ヒットし、前述のように国内外で様々な賞を受賞したが、映画史家のジョルジュ・サドゥールが「スキャンダル目当てに、西洋諸国向けに製作されている」「優れた映画を今も製作しつつある日本が、カンヌにこんな胸糞の悪くなるような汚物を送ってきたのはなぜだろう。大女優マチコ・キョウがこの映画に出ていることは何という悲哀であろう」と酷評するなど、国内外での評価は賛否両論だった。

## 作品データ
- 製作 : 大映東京撮影所
- 上映時間 （巻数 / メートル） : 107分 （8巻 / 2,933メートル）
- フォーマット : アグフアカラー（英語版） - 大映スコープ（2.35:1） - 24fps - モノラル録音
- 映倫番号 : 11299 （成人映画指定）[1]
- 公開日 :  日本 1959年6月23日、 フランス 1960年5月（第13回カンヌ国際映画祭）、 フィンランド 1960年10月14日、 アメリカ合衆国 1961年5月12日、 デンマーク 1961年12月4日
- 配給 :  大映、 ワーナー・ブラザース・フィンランド、 エドワード・ハリソン

## スタッフ
- 製作 : 永田雅一
- 企画 : 藤井浩明
- 監督 : 市川崑
- 原作 : 谷崎潤一郎
- 脚本 : 長谷部慶治、和田夏十、市川崑
- 撮影 : 宮川一夫
- 照明 : 伊藤幸夫
- 美術 : 下河原友雄
- 録音 : 西井憲一
- 編集 : 中静達治
- 音楽 : 芥川也寸志
- 装置 : 原島徳次郎
- 衣裳構成 : 上野芳生
- メイク : 野村吉毅
- 色彩技術 : 田中省三
- 現像 : 東京現像所
- 助監督 : 中村倍也
- 製作主任 : 熊田朝雄[9]

## キャスト
- 京マチ子 - 郁子
- 叶順子 - 敏子
- 仲代達矢 - 木村
- 中村鴈治郎 - 剣持
- 北林谷栄 - はな
- 菅井一郎 - 石塚
- 倉田マユミ - 小池
- 潮万太郎 - 児玉
- 星ひかる - 刑事B
- 浜村純 - 相馬
- 山茶花究 - 古美術商
- 伊東光一 - 句会の男
- 花布辰男 - 句会の男
- 大山健二 - 句会の男
- 河原侃二 - 句会の男
- 高村栄一 - 句会の男
- 南部彰三 - 句会の男
- 伊達三郎 - 刑事A
- 中條静夫 - 刑事C

- 南方伸夫
- 佐々木正時
- 隅田一男
- 小杉光史
- 杉山明

## あらすじ
以下は映画のあらすじであり、小説のあらすじとは異なる。
古美術鑑定家の剣持（中村鴈治郎）は、京都市内にある大学病院に通い、ある注射をしている。同病院のインターンの木村（仲代達矢）を娘の敏子（叶順子）の婿にしたいと考えている。妻の郁子（京マチ子）は、夫を嫌っていた。ある夜、木村が剣持の家を訪問し、大いに飲んで楽しんだ。酔って浴室で眠ってしまった裸体の郁子を、木村に手伝わせて寝室に運ぶ剣持。妻の診療を頼む、と言って剣持は姿を消す。そんなことが繰り返されるなか、敏子は現場を目撃してしまう。敏子もすでに木村と関係を持っていたのであった。母と木村が関係を持っていること、それを父も知っていること。敏子は家を出て、下宿することにした。
剣持は木村と敏子を呼び出し、婚約の段取りを整えようとする。深夜、剣持は倒れた。郁子は木村を呼び出し、女中部屋で抱き合った。郁子は木村に、敏子と結婚して、ここで開業すればいいと言う。間もなく剣持は死んだ。
剣持の葬儀が終わり、骨董品の数々は古美術商がすべてさらっていき、家もすでに抵当に入っていたことを知る。敏子は、農薬を郁子の紅茶に入れたが効かない。それは、お手伝いのはな（北林谷栄）が色盲のため、中身を入れ替えていたからだった。はなは主人に不実な母子および木村を毒殺するべくサラダへ農薬をかけた。三人はバタバタと死んでいった。
事後、はなは自首するが、三人の死因の辻褄が合うこともあり、刑事たちは老人ボケと思い込んで彼女の自白に取り合わなかった。

## 受賞歴
- 第33回キネマ旬報ベスト・テン（第9位）受賞
- 第10回ブルーリボン賞監督賞受賞 - 市川崑
- 第13回カンヌ国際映画祭審査員賞受賞
- 第17回ゴールデングローブ賞 外国語映画賞受賞

## リメイク
- 『鍵』 - 1974年の映画、監督神代辰巳、主演荒砂ゆき・観世栄夫
- 『鍵』 - 1983年の映画、監督木俣堯喬、主演松尾嘉代・岡田眞澄
- 『鍵（イタリア語版）』 - 1983年の映画、監督ティント・ブラス、主演ステファニア・サンドレッリ、フランク・フィンレー
- 『鍵』 - 1997年の映画、監督池田敏春、主演川島なお美・柄本明